# Clemens Walther
Clemens Walther (* 10. August 1948) ist ein ehemaliger deutscher Skispringer.

## Werdegang
Walther, der für die BSG Chemie Lauscha und später für den SC Motor Zella-Mehlis startete, feierte seine ersten Erfolge auf nationaler Ebene. Zur Vierschanzentournee 1968/69 trat er erstmals international in Erscheinung, jedoch sprang er ausschließlich in Oberstdorf und belegte dabei den 16. Platz.
1969 verbesserte er beim Springen auf der Inselbergschanze in Brotterode den Schanzenrekord um 1,5 m auf 100,5 m. Auch bei der Vierschanzentournee 1969/70 trat er an, diesmal in Oberstdorf und Garmisch-Partenkirchen. Dabei landete er in Oberstdorf auf dem zehnten Platz, was seine beste Einzelplatzierung bei der Tournee war. Am 1. Januar 1970 sprang er in Garmisch-Partenkirchen auf Rang 29.
Walther ist heute im Ski Förderverein Thüringen tätig und lebt in Oberweißbach.